# Испански грип
Испански грип е названието на световната пандемия от грип (инфлуенца), обхванала целия свят през 1918 г.
Пандемията продължава от януари 1918 г. и трае до декември 1920 г., достигайки разпространение дори до Арктика и отдалечените островни групи в Тихия океан. Данните за смъртността варират в доста широки граници, между 17 и 50 милиона жертви до максимум 100 милиона, но дори отчитайки по-малкото число, испанският грип е едно от най-смъртоносните природни бедствия в човешката история. При тогавашното население на Земята от 1,86 милиарда души, между 3% и 5% загиват, 500 милиона (27%) са заразените.
В историческите и епидемиологичните данни няма яснота относно географския произход на пандемията. За разлика от повечето грипни епидемии, които засягат предимно малолетни и по-възрастни хора в недобро здравословно състояние, при испанския грип голяма част от заразените са млади зрели хора в отлично здраве. Бедствието оказва влияние на значителното покачване на случаите на летаргичен енцефалит през 1920-те години.
След изследване на тъкан, взета от замразени жертви, се стига до заключение, че вирусът е убивал посредством предизвикване на т.нар. цитокинна буря (свръх-реакция на имунната система). Това обяснява как реакцията на силните имунни системи фактически е опустошавала тялото на заразения.

## Етимология
Първите случаи на болестта са регистрирани в континенталната част на Съединените щати и Европа, преди достигането ѝ до Испания. По време на Първата световна война Испания е неутрална държава и поради това няма наложена цензура в новините относно пораженията от разпростиращата се епидемия. В същото време наложената цензура в Германия, Великобритания, Франция и САЩ прикрива нивото на пораженията, нанесени от грипа в тези страни с цел запазване на високия дух на населението в трудните военни времена. Всичко това поражда погрешното впечатление, че разпространението на грипната вълна в Испания е многократно по-силно, поради което се налага названието „Испански грип“.

## История
Първата световна война не е причина за възникването на пандемията, въпреки че масираното придвижване на големи военни части, както и разполагането на казарми в населените места, спомагат за разпространението на вируса.
Основен фактор при тази пандемия е неимоверно нарасналият брой пътувания на хората в световен мащаб. В началото на 20 век масовото навлизане на модерни транспортни системи улеснява придвижването на близки и далечни разстояния, както на войници и моряци, така и на цивилни пътници, довеждайки до масовото разпространение на болестта в рамките на кратък период от време.
В Съединените щати първото регистриране на болестта става през януари 1918 г. в окръг Хаскъл, Канзас, подтиквайки местния лекар Лоринг Майнер да алармира американската обществена здравна служба. На 4 март 1918 г. се съобщава за заболели във военната база „Форт Райли“, Канзас. До обяд на 11 март вече над 100 войници от базата постъпват в болница. В рамките на няколко дни е докладвано за заболяването на 522 души в същата база. Към датата 11 март болестта е достигнала Куинс, Ню Йорк.
През август 1918 г. още по-вирулентен щам се появява едновременно в Брест (Франция), Фрийтаун (Сиера Леоне) и Бостън, (САЩ). През ноември 1918 г. болестта навлиза от Франция в Испания, където поради неутралността на държавата, получава по-голямо медийно внимание. Тогава съюзническите сили започват да наричат бедствието „Испански грип“.
- Фермери от Албърта, Канада носят маски за защита от болестта.
- Полицаи носят маски в Сиатъл, САЩ (1918).
- Кондуктор на трамвай в Сиатъл не допуска пътници без маски (1918).
- Изгаряне на жертви на болестта в град Норт Ривър, Нюфаундленд и Лабрадор, Канада (1918).
- Жени с маски в Токио, Япония (1919).

## Смъртност
Няма точни данни за глобалното количество на жертвите от пандемията през 1918 – 1919 г., но ориентировъчно се приема, че между 10% и 20% от заболелите умират. Имайки предвид, че близо една трета от тогавашното население на Земята се заразява с болестта, което означава, че между 3% и 6% от хората са загинали вследствие на Испанския грип.
Предполага се, че само за първите 25 седмици от пандемията жертвите са около 25 милиона. Съвременните изчисления варират в диапазона от 50 до 100 милиона жертви за целия период в световен мащаб. Бедствието е сравнявано дори с чумната пандемия от средновековието, известна като Черната смърт. Изследванията сочат, че Испанският грип за 24 седмици убива повече хора, отколкото Синдромът на придобитата имунна недостатъчност (СПИН) за 24 години.
По държави отражението на пандемията е:
| - Европа - Австрия – 40 000 жертви. - България – 80 000 жертви. - Великобритания – 250 000 жертви. - Германия – 600 000 жертви. - Гърция– 120 000 жертви. - Испания – 300 000 жертви. - Италия– 650 000 жертви. - Португалия – 138 000 жертви. - Русия– 3 000 000 жертви. - Румъния – 160 000 жертви. - Сърбия – 180 000 жертви. - Унгария – 130 000 жертви. - Франция – над 400 000 жертви. - Швеция – 34 000 жертви. - Северна и Южна Америка - Аржентина – 10 000 жертви. - Бразилия – 300 000 жертви. - Гватемала– 48 000 жертви. - Канада – около 50 000 жертви. - Куба – 30 000 жертви. - Мексико – 1 000 000 жертви (6,9 % от населението). - САЩ – между 500 000 и 675 000 жертви, 28% от населението е заразено. - Чили – 35 000 жертви. | - Африка - Египет – 138 000 жертви. - Западна Африка в района на Гана – над 100 000 жертви. - Камерун – 250 000 жертви. - Кения – 150 000 жертви. - Нигерия – 455 000 жертви. - Танзания – 350 000 жертви. - Британска Сомалия – 7% от населението измира. - Адис Абеба (Етиопия) – между 5000 и 10 000 жертви. Бъдещият император Хайле Селасие също е сред заразените, но оцелява. - Азия, Австралия и Океания - Австралия – 14 000 жертви. - Афганистан – 320 000 жертви. - Индия – 17 милиона жертви (около 5 % от населението). - Китай – над 9 милиона жертви. - Турция– 150 000 жертви. - Филипини – 93 000 жертви. - Япония – 390 000 жертви от около 23 милиона заразени. - Нидерландска Индия (днешна Индонезия) – около 1,5 милиона жертви (5 % от населението). - Таити – 14% от населението измира само в рамките на два месеца. - Самоа – към ноември 1918 година жертвите са 20% от 38 000 население. |

Симптомите на инфлуенцата от 1918 г. биват толкова необичайни, че в началото заболяването е погрешно диагностицирано като денга, холера и коремен тиф. Друго необичайно при тази пандемия е поразяването предимно на зрели млади хора в добро здравословно състояние. Близо 99 % от смъртните случаи са на хора на възраст под 65 години, като половината от тях са на хора на възраст между 20 и 40 години.

## Известни личности жертви на пандемията
- Франсиско де Паула Родригес Алвес, президент на Бразилия (†16 януари 1919)[12]
- Гийом Аполинер, френски поет (†9 ноември 1918)
- Феликс Арндт, американски пианист и композитор (†16 октомври 1918)
- Луис Бота, първи министър-председател на южноафриканския съюз, (†27 август 1919)[13]
- Амадео де Соуза Кардосо, португалски художник (†25 октомври 1918)
- Лари Чапъл, американски бейзболист, (†8 ноември 1918)
- Роуз Кливланд, сестра на президента на САЩ Гроувър Кливланд (†22 ноември 1918)
- Gaby Deslys, френска актриса и танцьорка (†11 февруари 1920)
- Антон Дилгер, германски лекар
- Джеймс Кагни – старши, баща на холивудската звезда Джеймс Кагни
- Джон Франсис Додж, основател на автомобилната компания „Додж Брадърс Къмпани“ (†14 януари 1920)
- Хорас Елгин Додж, основател на автомобилната компания „Додж Брадърс Къмпани“ (†10 декември 1920)
- Ангъс Дъглъс, шотландски футболист, (†14 декември 1918)
- Харолд Гилман, британски художник (†12 февруари 1919)
- Мърдъл Гонзалес, американска филмова актриса (†22 октомври 1918)
- Едуард Кидър Греам, президент на университета в Северна Каролина (†26 октомври 1918)
- Софи Халберщат-Фройд, дъщеря на Зигмунд Фройд, (†1920)
- Фиби Хърст, майка на американския медиен магнат Уилям Рандолф Хърст, прототип на Гражданинът Кейн (†13 април 1919)
- Лаймън Кинън, американски бригаден генерал (†9 септември 1918)
- Вера Холодная, руска актриса (†16 февруари 1919)
- Густав Климт, австрийски художник (†6 февруари 1918)[14]
- Бохомил Кубица, чешки художник, (†27 ноември 1918)
- Руби Линдзи, австралийски илюстратор и художник (†12 март 1919)
- Харолд Локууд, звезда на нямото кино (†19 октомври 1918)
- Дан Макмичъл, треньор на шотландския футболен отбор Хибърниън (†1919)
- Сър Хъбърт Пери, британски композитор (†7 октомври 1918)
- Едмон Ростан, френски драматург и поет (†2 декември 1918)
- Франц Карл Салвадор (1893 – 1918), внук на Елизабет Баварска (Сиси) и император Франц Йосиф.
- Мортън Шамбърг, американски художник модернист (†13 октомври 1918).
- Егон Шиле, австрийски художник (†31 октомври 1918).[15]
- Яков Свердлов, болшевишки лидер (†16 март 1919)
- Марк Сайкс, британски политик и дипломат (†16 февруари 1919)
- Джордж Тупоу ІІ, крал на Тонга и съпругата му Anaseini Takipō, умират и двамата съответно на 5 април 1918 и 26 ноември 1918.
- Фредерик Тръмп, дядо на магната Доналд Тръмп, (†30 март 1918)
- Принц Умберто, граф на Салеми, член на италианската кралска фамилия (†19 октомври 1918)
- Принц Ерик, дюк на Вестманланд (Erik Gustav Ludvig Albert Bernadotte), шведски принц (†20 септември 1918)
- Макс Вебер, германски социолог (†14 юни 1920)